# Circuito de Baloncesto de la Costa del Pacífico 2025
La temporada 2025 de la Liga Mexicana de Básquetbol Chevron CIBACOPA será la vigésima quinta edición del Circuito de Baloncesto de la Costa del Pacífico. 
El torneo comenzará el 7 de marzo de 2025  con diez equipos de los estados de Baja California, Ciudad de México, Jalisco, Sinaloa y Sonora.

## Equipos
| Circuito de Baloncesto de la Costa del Pacífico 2025 |           |                                 |                          |                                        |           |
| Equipo                                               | Fundación | Entrenador                      | Ciudad                   | Pabellón                               | Capacidad |
| Ángeles de Ciudad de México                          | 2023      | Pascal Meurs                    | Ciudad de México         | Gimnasio Olímpico Juan de la Barrera   | 4,352     |
| Astros de Jalisco                                    | 2019      | Iván Eduardo Déniz O'Donnell    | Guadalajara, Jalisco     | Arena Astros                           | 4,500     |
| Caballeros de Culiacán                               | 2001      | Gustavo Quintero Pereda         | Culiacán, Sinaloa        | Polideportivo Juan S Millán            | 1,810     |
| Frayles de Guasave                                   | 2001      | Enrique Alejandro Zúñiga Castro | Guasave, Sinaloa         | Gimnasio "Luis Estrada Medina"         | 1,500     |
| Halcones de Ciudad Obregón                           | 2016      | Dennis Allen Cutts              | Ciudad Obregón, Sonora   | Arena ITSON                            | 3,800     |
| Ostioneros de Guaymas                                | 2008      | Walter Lee McCarty              | Guaymas, Sonora          | Gimnasio Municipal de Guaymas          | 1,200     |
| Pioneros de Los Mochis                               | 2001      | Jhovanny Eder García García     | Los Mochis, Sinaloa      | Centro de Usos Múltiples de Los Mochis | 3,000     |
| Rayos de Hermosillo                                  | 2009      | Ben Resner                      | Hermosillo, Sonora       | Arena Sonora                           | 3,500     |
| Venados de Mazatlán                                  | 2015      | Lewis LaSelle Taylor Whetten    | Mazatlán, Sinaloa        | Lobo Dome                              | 2,500     |
| Zonkeys de Tijuana                                   | 2010      | José Esteban Gatti              | Tijuana, Baja California | Auditorio Zonkeys                      | 3,000     |
| Datos actualizados al 10 de mayo de 2025.            |           |                                 |                          |                                        |           |

## Temporada 2025

### Resultados
| Temporada 2025             | Temporada 2025 | Temporada 2025             | Temporada 2025                         | Temporada 2025 | Temporada 2025 |
| Local                      | Resultado      | Visitante                  | Sede                                   | Fecha          | Hora local     |
| -------------------------- | -------------- | -------------------------- | -------------------------------------- | -------------- | -------------- |
| Pioneros de Los Mochis     | 92-95          | Zonkeys de Tijuana         | Centro de Usos Múltiples de Los Mochis | 7 marzo        | 20:15          |
| Venados de Mazatlán        | 81-83          | Astros de Jalisco          | Lobo Dome                              | 7 marzo        | 20:15          |
| Frayles de Guasave         | 100-95         | Ostioneros de Guaymas      | Gimnasio "Luis Estrada Medina"         | 7 marzo        | 20:15          |
| Caballeros de Culiacán     | 86-95          | Ángeles de CDMX            | Polideportivo Juan S Millán            | 8 marzo        | 18:30          |
| Pioneros de Los Mochis     | 98-96          | Zonkeys de Tijuana         | Centro de Usos Múltiples de Los Mochis | 8 marzo        | 19:15          |
| Venados de Mazatlán        | 73-85          | Astros de Jalisco          | Lobo Dome                              | 8 marzo        | 20:15          |
| Frayles de Guasave         | 84-77          | Ostioneros de Guaymas      | Gimnasio "Luis Estrada Medina"         | 8 marzo        | 20:15          |
| Caballeros de Culiacán     | 117-110        | Ángeles de CDMX            | Polideportivo Juan S Millán            | 9 marzo        | 18:30          |
| Halcones de Ciudad Obregón | 85-88          | Pioneros de Los Mochis     | Arena ITSON                            | 10 marzo       | 20:15          |
| Caballeros de Culiacán     | 84-90          | Astros de Jalisco          | Polideportivo Juan S Millán            | 11 marzo       | 20:30          |
| Frayles de Guasave         | 94-118         | Zonkeys de Tijuana         | Gimnasio "Luis Estrada Medina"         | 11 marzo       | 20:15          |
| Ostioneros de Guaymas      | 102-74         | Rayos de Hermosillo        | Gimnasio Municipal de Guaymas          | 11 marzo       | 20:15          |
| Venados de Mazatlán        | 98-106         | Ángeles de CDMX            | Lobo Dome                              | 11 marzo       | 20:15          |
| Halcones de Ciudad Obregón | 86-94          | Pioneros de Los Mochis     | Arena ITSON                            | 11 marzo       | 20:15          |
| Caballeros de Culiacán     | 81-91          | Astros de Jalisco          | Polideportivo Juan S Millán            | 12 marzo       | 20:30          |
| Frayles de Guasave         | 72-65          | Zonkeys de Tijuana         | Gimnasio "Luis Estrada Medina"         | 12 marzo       | 20:15          |
| Ostioneros de Guaymas      | 96-82          | Rayos de Hermosillo        | Gimnasio Municipal de Guaymas          | 12 marzo       | 20:15          |
| Venados de Mazatlán        | 87-100         | Ángeles de CDMX            | Lobo Dome                              | 12 marzo       | 20:15          |
| Ángeles de CDMX            | 100-91         | Frayles de Guasave         | Gimnasio Olímpico Juan de la Barrera   | 14 marzo       | 20:15          |
| Rayos de Hermosillo        | 65-77          | Caballeros de Culiacán     | Arena Sonora                           | 14 marzo       | 20:15          |
| Pioneros de Los Mochis     | 84-83          | Ostioneros de Guaymas      | Centro de Usos Múltiples de Los Mochis | 14 marzo       | 20:15          |
| Zonkeys de Tijuana         | 82-93          | Venados de Mazatlán        | Auditorio Zonkeys                      | 14 marzo       | 20:15          |
| Astros de Jalisco          | 108-81         | Halcones de Ciudad Obregón | Arena Astros                           | 15 marzo       | 18:15          |
| Ángeles de CDMX            | 131-86         | Frayles de Guasave         | Gimnasio Olímpico Juan de la Barrera   | 15 marzo       | 18:15          |
| Pioneros de Los Mochis     | 94-77          | Ostioneros de Guaymas      | Centro de Usos Múltiples de Los Mochis | 15 marzo       | 19:15          |
| Rayos de Hermosillo        | 86-92          | Caballeros de Culiacán     | Arena Sonora                           | 15 marzo       | 20:15          |
| Zonkeys de Tijuana         | 90-76          | Venados de Mazatlán        | Auditorio Zonkeys                      | 15 marzo       | 20:15          |
| Astros de Jalisco          | 92-84          | Halcones de Ciudad Obregón | Arena Astros                           | 16 marzo       | 17:15          |
| Ángeles de CDMX            | 113-99         | Halcones de Ciudad Obregón | Gimnasio Olímpico Juan de la Barrera   | 18 marzo       | 20:15          |
| Astros de Jalisco          | 110-88         | Frayles de Guasave         | Arena Astros                           | 18 marzo       | 20:15          |
| Venados de Mazatlán        | 72-79          | Ostioneros de Guaymas      | Lobo Dome                              | 18 marzo       | 20:15          |
| Zonkeys de Tijuana         | 85-99          | Rayos de Hermosillo        | Auditorio Zonkeys                      | 18 marzo       | 20:15          |
| Ángeles de CDMX            | 115-98         | Halcones de Ciudad Obregón | Gimnasio Olímpico Juan de la Barrera   | 19 marzo       | 20:15          |
| Astros de Jalisco          | 97-68          | Frayles de Guasave         | Arena Astros                           | 19 marzo       | 20:15          |
| Venados de Mazatlán        | 91-84          | Ostioneros de Guaymas      | Lobo Dome                              | 19 marzo       | 20:15          |
| Zonkeys de Tijuana         | 90-58          | Rayos de Hermosillo        | Auditorio Zonkeys                      | 19 marzo       | 20:15          |
| Frayles de Guasave         | 93-86          | Pioneros de Los Mochis     | Gimnasio "Luis Estrada Medina"         | 21 marzo       | 20:15          |
| Halcones de Ciudad Obregón | 91-89          | Venados de Mazatlán        | Arena ITSON                            | 21 marzo       | 20:15          |
| Ostioneros de Guaymas      | 98-103         | Astros de Jalisco          | Gimnasio Municipal de Guaymas          | 21 marzo       | 20:15          |
| Rayos de Hermosillo        | 99-102         | Ángeles de CDMX            | Arena Sonora                           | 21 marzo       | 20:15          |
| Caballeros de Culiacán     | 86-77          | Zonkeys de Tijuana         | Polideportivo Juan S Millán            | 22 marzo       | 18:30          |
| Frayles de Guasave         | 75-90          | Pioneros de Los Mochis     | Gimnasio "Luis Estrada Medina"         | 22 marzo       | 20:15          |
| Halcones de Ciudad Obregón | 93-82          | Venados de Mazatlán        | Arena ITSON                            | 22 marzo       | 20:15          |
| Ostioneros de Guaymas      | 116-104        | Astros de Jalisco          | Gimnasio Municipal de Guaymas          | 22 marzo       | 20:15          |
| Rayos de Hermosillo        | 96-86          | Ángeles de CDMX            | Arena Sonora                           | 22 marzo       | 20:15          |
| Caballeros de Culiacán     | 82-86          | Zonkeys de Tijuana         | Polideportivo Juan S Millán            | 23 marzo       | 18:30          |
| Rayos de Hermosillo        | 74-105         | Astros de Jalisco          | Arena Sonora                           | 25 marzo       | 20:15          |
| Ostioneros de Guaymas      | 109-103        | Ángeles de CDMX            | Gimnasio Municipal de Guaymas          | 25 marzo       | 20:15          |
| Zonkeys de Tijuana         | 83-74          | Halcones de Ciudad Obregón | Auditorio Zonkeys                      | 25 marzo       | 20:15          |
| Pioneros de Los Mochis     | 85-93          | Caballeros de Culiacán     | Centro de Usos Múltiples de Los Mochis | 25 marzo       | 20:15          |
| Rayos de Hermosillo        | 76-86          | Astros de Jalisco          | Arena Sonora                           | 26 marzo       | 20:15          |
| Ostioneros de Guaymas      | 103-101        | Ángeles de CDMX            | Gimnasio Municipal de Guaymas          | 26 marzo       | 20:15          |
| Zonkeys de Tijuana         | 74-80          | Halcones de Ciudad Obregón | Auditorio Zonkeys                      | 26 marzo       | 20:15          |
| Pioneros de Los Mochis     | 99-82          | Caballeros de Culiacán     | Centro de Usos Múltiples de Los Mochis | 26 marzo       | 20:15          |
| Astros de Jalisco          | 117-78         | Pioneros de Los Mochis     | Arena Astros                           | 28 marzo       | 20:15          |
| Venados de Mazatlán        | 85-71          | Rayos de Hermosillo        | Lobo Dome                              | 28 marzo       | 20:15          |
| Halcones de Ciudad Obregón | 87-71          | Frayles de Guasave         | Arena ITSON                            | 28 marzo       | 20:15          |
| Astros de Jalisco          | 106-94         | Pioneros de Los Mochis     | Arena Astros                           | 29 marzo       | 18:15          |
| Ángeles de CDMX            | 120-90         | Zonkeys de Tijuana         | Gimnasio Olímpico Juan de la Barrera   | 29 marzo       | 18:15          |
| Caballeros de Culiacán     | 105-95         | Ostioneros de Guaymas      | Polideportivo Juan S Millán            | 29 marzo       | 18:30          |
| Venados de Mazatlán        | 88-78          | Rayos de Hermosillo        | Lobo Dome                              | 29 marzo       | 20:15          |
| Halcones de Ciudad Obregón | 74-80          | Frayles de Guasave         | Arena ITSON                            | 29 marzo       | 20:15          |
| Ángeles de CDMX            | 85-89          | Zonkeys de Tijuana         | Gimnasio Olímpico Juan de la Barrera   | 30 marzo       | 16:15          |
| Caballeros de Culiacán     | 83-84          | Ostioneros de Guaymas      | Polideportivo Juan S Millán            | 30 marzo       | 17:30          |
| Astros de Jalisco          | 108-117        | Zonkeys de Tijuana         | Arena Astros                           | 1 abril        | 20:15          |
| Frayles de Guasave         | 92-94          | Caballeros de Culiacán     | Gimnasio "Luis Estrada Medina"         | 1 abril        | 20:15          |
| Pioneros de Los Mochis     | 93-87          | Venados de Mazatlán        | Centro de Usos Múltiples de Los Mochis | 1 abril        | 20:15          |
| Rayos de Hermosillo        | 74-73          | Halcones de Ciudad Obregón | Arena Sonora                           | 1 abril        | 20:15          |
| Astros de Jalisco          | 90-70          | Zonkeys de Tijuana         | Arena Astros                           | 2 abril        | 20:15          |
| Frayles de Guasave         | 82-93          | Caballeros de Culiacán     | Gimnasio "Luis Estrada Medina"         | 2 abril        | 20:15          |
| Pioneros de Los Mochis     | 92-96          | Venados de Mazatlán        | Centro de Usos Múltiples de Los Mochis | 2 abril        | 20:15          |
| Rayos de Hermosillo        | 75-94          | Halcones de Ciudad Obregón | Arena Sonora                           | 2 abril        | 20:15          |
| Rayos de Hermosillo        | 88-96          | Pioneros de Los Mochis     | Arena Sonora                           | 4 abril        | 20:15          |
| Venados de Mazatlán        | 95-88          | Frayles de Guasave         | Lobo Dome                              | 4 abril        | 20:15          |
| Halcones de Ciudad Obregón | 88-81          | Caballeros de Culiacán     | Arena ITSON                            | 4 abril        | 20:15          |
| Zonkeys de Tijuana         | 85-72          | Ostioneros de Guaymas      | Auditorio Zonkeys                      | 4 abril        | 20:15          |
| Ángeles de CDMX            | 90-112         | Astros de Jalisco          | Gimnasio Olímpico Juan de la Barrera   | 5 abril        | 18:15          |
| Venados de Mazatlán        | 92-90          | Frayles de Guasave         | Lobo Dome                              | 5 abril        | 20:15          |
| Rayos de Hermosillo        | 87-81          | Pioneros de Los Mochis     | Arena Sonora                           | 5 abril        | 20:15          |
| Halcones de Ciudad Obregón | 99-73          | Caballeros de Culiacán     | Arena ITSON                            | 5 abril        | 20:15          |
| Zonkeys de Tijuana         | 108-106        | Ostioneros de Guaymas      | Auditorio Zonkeys                      | 5 abril        | 20:15          |
| Ángeles de CDMX            | 118-96         | Astros de Jalisco          | Gimnasio Olímpico Juan de la Barrera   | 6 abril        | 16:15          |
| Caballeros de Culiacán     | 78-79          | Venados de Mazatlán        | Polideportivo Juan S Millán            | 8 abril        | 19:30          |
| Frayles de Guasave         | 85-99          | Rayos de Hermosillo        | Gimnasio "Luis Estrada Medina"         | 8 abril        | 20:15          |
| Ostioneros de Guaymas      | 80-86          | Halcones de Ciudad Obregón | Gimnasio Municipal de Guaymas          | 8 abril        | 20:15          |
| Pioneros de Los Mochis     | 104-113        | Ángeles de CDMX            | Centro de Usos Múltiples de Los Mochis | 8 abril        | 20:15          |
| Caballeros de Culiacán     | 82-76          | Venados de Mazatlán        | Polideportivo Juan S Millán            | 9 abril        | 20:30          |
| Frayles de Guasave         | 74-100         | Rayos de Hermosillo        | Gimnasio "Luis Estrada Medina"         | 9 abril        | 20:15          |
| Ostioneros de Guaymas      | 85-99          | Halcones de Ciudad Obregón | Gimnasio Municipal de Guaymas          | 9 abril        | 20:15          |
| Pioneros de Los Mochis     | 113-120        | Ángeles de CDMX            | Centro de Usos Múltiples de Los Mochis | 9 abril        | 20:15          |
| Zonkeys de Tijuana         | 82-99          | Astros de Jalisco          | Auditorio Zonkeys                      | 11 abril       | 20:15          |
| Halcones de Ciudad Obregón | 103-84         | Rayos de Hermosillo        | Arena ITSON                            | 11 abril       | 20:15          |
| Ostioneros de Guaymas      | 115-91         | Pioneros de Los Mochis     | Gimnasio Municipal de Guaymas          | 11 abril       | 20:15          |
| Frayles de Guasave         | 103-121        | Ángeles de CDMX            | Gimnasio "Luis Estrada Medina"         | 11 abril       | 20:15          |
| Venados de Mazatlán        | 87-98          | Caballeros de Culiacán     | Lobo Dome                              | 12 abril       | 19:15          |
| Zonkeys de Tijuana         | 80-89          | Astros de Jalisco          | Auditorio Zonkeys                      | 12 abril       | 20:15          |
| Halcones de Ciudad Obregón | 73-76          | Rayos de Hermosillo        | Arena ITSON                            | 12 abril       | 20:15          |
| Ostioneros de Guaymas      | 91-92          | Pioneros de Los Mochis     | Gimnasio Municipal de Guaymas          | 12 abril       | 20:15          |
| Frayles de Guasave         | 107-128        | Ángeles de CDMX            | Gimnasio "Luis Estrada Medina"         | 12 abril       | 19:30          |
| Venados de Mazatlán        | 75-69          | Caballeros de Culiacán     | Lobo Dome                              | 13 abril       | 19:15          |
| Pioneros de Los Mochis     | 64-89          | Halcones de Ciudad Obregón | Centro de Usos Múltiples de Los Mochis | 14 abril       | 20:15          |
| Ángeles de CDMX            | 116-111        | Ostioneros de Guaymas      | Gimnasio Olímpico Juan de la Barrera   | 15 abril       | 20:15          |
| Astros de Jalisco          | 109-90         | Venados de Mazatlán        | Arena Astros                           | 15 abril       | 20:15          |
| Pioneros de Los Mochis     | 93-98          | Halcones de Ciudad Obregón | Centro de Usos Múltiples de Los Mochis | 15 abril       | 20:15          |
| Caballeros de Culiacán     | 95-86          | Frayles de Guasave         | Polideportivo Juan S Millán            | 15 abril       | 20:30          |
| Rayos de Hermosillo        | 87-74          | Zonkeys de Tijuana         | Arena Sonora                           | 15 abril       | 21:15          |
| Ángeles de CDMX            | 117-108        | Ostioneros de Guaymas      | Gimnasio Olímpico Juan de la Barrera   | 16 abril       | 20:15          |
| Astros de Jalisco          | 102-79         | Venados de Mazatlán        | Arena Astros                           | 16 abril       | 20:15          |
| Caballeros de Culiacán     | 93-82          | Frayles de Guasave         | Polideportivo Juan S Millán            | 16 abril       | 20:30          |
| Rayos de Hermosillo        | 88-87          | Zonkeys de Tijuana         | Arena Sonora                           | 16 abril       | 21:15          |
| Ostioneros de Guaymas      | 86-79          | Zonkeys de Tijuana         | Gimnasio Municipal de Guaymas          | 21 abril       | 20:15          |
| Ángeles de CDMX            | 129-116        | Pioneros de Los Mochis     | Gimnasio Olímpico Juan de la Barrera   | 22 abril       | 20:15          |
| Caballeros de Culiacán     | 88-80          | Rayos de Hermosillo        | Polideportivo Juan S Millán            | 22 abril       | 20:30          |
| Frayles de Guasave         | 87-104         | Venados de Mazatlán        | Gimnasio "Luis Estrada Medina"         | 22 abril       | 20:15          |
| Halcones de Ciudad Obregón | 87-84          | Astros de Jalisco          | Arena ITSON                            | 22 abril       | 20:15          |
| Ostioneros de Guaymas      | 94-89          | Zonkeys de Tijuana         | Gimnasio Municipal de Guaymas          | 22 abril       | 20:15          |
| Ángeles de CDMX            | 102-91         | Pioneros de Los Mochis     | Gimnasio Olímpico Juan de la Barrera   | 23 abril       | 20:15          |
| Caballeros de Culiacán     | 95-99          | Rayos de Hermosillo        | Polideportivo Juan S Millán            | 23 abril       | 20:30          |
| Frayles de Guasave         | 93-110         | Venados de Mazatlán        | Gimnasio "Luis Estrada Medina"         | 23 abril       | 20:15          |
| Halcones de Ciudad Obregón | 102-96         | Astros de Jalisco          | Arena ITSON                            | 23 abril       | 20:15          |
| Astros de Jalisco          | 112-116        | Ángeles de CDMX            | Arena Astros                           | 25 abril       | 20:15          |
| Rayos de Hermosillo        | 88-91          | Ostioneros de Guaymas      | Arena Sonora                           | 25 abril       | 20:15          |
| Venados de Mazatlán        | 104-110        | Halcones de Ciudad Obregón | Lobo Dome                              | 25 abril       | 20:15          |
| Pioneros de Los Mochis     | 95-88          | Frayles de Guasave         | Centro de Usos Múltiples de Los Mochis | 25 abril       | 20:15          |
| Venados de Mazatlán        | 82-90          | Halcones de Ciudad Obregón | Lobo Dome                              | 26 abril       | 19:15          |
| Pioneros de Los Mochis     | 112-85         | Frayles de Guasave         | Centro de Usos Múltiples de Los Mochis | 26 abril       | 19:15          |
| Astros de Jalisco          | 111-108        | Ángeles de CDMX            | Arena Astros                           | 26 abril       | 20:15          |
| Rayos de Hermosillo        | 65-54          | Ostioneros de Guaymas      | Arena Sonora                           | 26 abril       | 20:15          |
| Zonkeys de Tijuana         | 73-93          | Caballeros de Culiacán     | Auditorio Zonkeys                      | 26 abril       | 21:30          |
| Zonkeys de Tijuana         | 81-91          | Caballeros de Culiacán     | Auditorio Zonkeys                      | 27 abril       | 21:30          |
| Frayles de Guasave         | 93-95          | Astros de Jalisco          | Gimnasio "Luis Estrada Medina"         | 28 abril       | 20:15          |
| Ángeles de CDMX            | 111-103        | Caballeros de Culiacán     | Gimnasio Olímpico Juan de la Barrera   | 29 abril       | 20:15          |
| Pioneros de Los Mochis     | 92-89          | Rayos de Hermosillo        | Centro de Usos Múltiples de Los Mochis | 29 abril       | 20:15          |
| Ostioneros de Guaymas      | 97-92          | Venados de Mazatlán        | Gimnasio Municipal de Guaymas          | 29 abril       | 20:15          |
| Frayles de Guasave         | 72-112         | Astros de Jalisco          | Gimnasio "Luis Estrada Medina"         | 29 abril       | 20:15          |
| Halcones de Ciudad Obregón | 86-78          | Zonkeys de Tijuana         | Arena ITSON                            | 29 abril       | 20:15          |
| Ángeles de CDMX            | 109-95         | Caballeros de Culiacán     | Gimnasio Olímpico Juan de la Barrera   | 30 abril       | 20:15          |
| Pioneros de Los Mochis     | 73-81          | Rayos de Hermosillo        | Centro de Usos Múltiples de Los Mochis | 30 abril       | 20:15          |
| Ostioneros de Guaymas      | 94-73          | Venados de Mazatlán        | Gimnasio Municipal de Guaymas          | 30 abril       | 20:15          |
| Halcones de Ciudad Obregón | 92-78          | Zonkeys de Tijuana         | Arena ITSON                            | 30 abril       | 20:15          |
| Zonkeys de Tijuana         | 108-77         | Frayles de Guasave         | Auditorio Zonkeys                      | 2 mayo         | 20:15          |
| Rayos de Hermosillo        | 83-73          | Venados de Mazatlán        | Arena Sonora                           | 2 mayo         | 20:15          |
| Halcones de Ciudad Obregón | 86-87          | Ángeles de CDMX            | Arena ITSON                            | 2 mayo         | 20:15          |
| Astros de Jalisco          | 87-100         | Ostioneros de Guaymas      | Arena Astros                           | 3 mayo         | 18:15          |
| Caballeros de Culiacán     | 109-84         | Pioneros de Los Mochis     | Polideportivo Juan S Millán            | 3 mayo         | 18:30          |
| Zonkeys de Tijuana         | 96-86          | Frayles de Guasave         | Auditorio Zonkeys                      | 3 mayo         | 20:15          |
| Rayos de Hermosillo        | 95-97          | Venados de Mazatlán        | Arena Sonora                           | 3 mayo         | 20:15          |
| Halcones de Ciudad Obregón | 121-111        | Ángeles de CDMX            | Arena ITSON                            | 3 mayo         | 20:15          |
| Astros de Jalisco          | 114-76         | Ostioneros de Guaymas      | Arena Astros                           | 4 mayo         | 17:15          |
| Caballeros de Culiacán     | 89-81          | Pioneros de Los Mochis     | Polideportivo Juan S Millán            | 4 mayo         | 18:30          |
| Ángeles de CDMX            | 114-104        | Rayos de Hermosillo        | Gimnasio Olímpico Juan de la Barrera   | 6 mayo         | 20:15          |
| Ángeles de CDMX            | 90-93          | Rayos de Hermosillo        | Gimnasio Olímpico Juan de la Barrera   | 7 mayo         | 20:15          |
| Venados de Mazatlán        | 84-95          | Zonkeys de Tijuana         | Lobo Dome                              | 8 mayo         | 20:15          |
| Ostioneros de Guaymas      | 117-104        | Caballeros de Culiacán     | Gimnasio Municipal de Guaymas          | 8 mayo         | 20:15          |
| Pioneros de Los Mochis     | 98-109         | Astros de Jalisco          | Centro de Usos Múltiples de Los Mochis | 8 mayo         | 20:15          |
| Frayles de Guasave         | 81-91          | Halcones de Ciudad Obregón | Gimnasio "Luis Estrada Medina"         | 8 mayo         | 20:15          |
| Venados de Mazatlán        | 111-84         | Zonkeys de Tijuana         | Lobo Dome                              | 9 mayo         | 20:15          |
| Ostioneros de Guaymas      | 110-108        | Caballeros de Culiacán     | Gimnasio Municipal de Guaymas          | 9 mayo         | 20:15          |
| Pioneros de Los Mochis     | 76-84          | Astros de Jalisco          | Centro de Usos Múltiples de Los Mochis | 9 mayo         | 20:15          |
| Frayles de Guasave         | 71-105         | Halcones de Ciudad Obregón | Gimnasio "Luis Estrada Medina"         | 9 mayo         | 20:15          |
| Zonkeys de Tijuana         | 101-108        | Ángeles de CDMX            | Auditorio Zonkeys                      | 12 mayo        | 20:15          |
| Astros de Jalisco          | 94-65          | Caballeros de Culiacán     | Arena Astros                           | 13 mayo        | 20:15          |
| Halcones de Ciudad Obregón | 102-100        | Ostioneros de Guaymas      | Arena ITSON                            | 13 mayo        | 20:15          |
| Venados de Mazatlán        | 93-87          | Pioneros de Los Mochis     | Lobo Dome                              | 13 mayo        | 20:15          |
| Rayos de Hermosillo        | 108-72         | Frayles de Guasave         | Arena Sonora                           | 13 mayo        | 20:15          |
| Zonkeys de Tijuana         | 110-88         | Ángeles de CDMX            | Auditorio Zonkeys                      | 13 mayo        | 20:15          |
| Astros de Jalisco          | 86-78          | Caballeros de Culiacán     | Arena Astros                           | 14 mayo        | 20:15          |
| Halcones de Ciudad Obregón | 92-87          | Ostioneros de Guaymas      | Arena ITSON                            | 14 mayo        | 20:15          |
| Venados de Mazatlán        | 85-112         | Pioneros de Los Mochis     | Lobo Dome                              | 14 mayo        | 20:15          |
| Rayos de Hermosillo        | 87-65          | Frayles de Guasave         | Arena Sonora                           | 14 mayo        | 20:15          |
| Ángeles de CDMX            | 132-104        | Venados de Mazatlán        | Gimnasio Olímpico Juan de la Barrera   | 16 mayo        | 20:15          |
| Zonkeys de Tijuana         | 90-76          | Pioneros de Los Mochis     | Auditorio Zonkeys                      | 16 mayo        | 20:15          |
| Ostioneros de Guaymas      | 93-79          | Frayles de Guasave         | Gimnasio Municipal de Guaymas          | 16 mayo        | 20:15          |
| Ángeles de CDMX            | 128-108        | Venados de Mazatlán        | Gimnasio Olímpico Juan de la Barrera   | 17 mayo        | 18:15          |
| Astros de Jalisco          | 104-83         | Rayos de Hermosillo        | Arena Astros                           | 17 mayo        | 18:15          |
| Caballeros de Culiacán     | 92-77          | Halcones de Ciudad Obregón | Polideportivo Juan S Millán            | 17 mayo        | 18:30          |
| Zonkeys de Tijuana         | 87-97          | Pioneros de Los Mochis     | Auditorio Zonkeys                      | 17 mayo        | 20:15          |
| Ostioneros de Guaymas      | 108-103        | Frayles de Guasave         | Gimnasio Municipal de Guaymas          | 17 mayo        | 20:15          |
| Astros de Jalisco          | 76-69          | Rayos de Hermosillo        | Arena Astros                           | 18 mayo        | 17:00          |
| Caballeros de Culiacán     | 84-107         | Halcones de Ciudad Obregón | Polideportivo Juan S Millán            | 18 mayo        | 18:30          |

Fuente: Calendario Chevron CIBACOPA 2025

### Clasificación
|    | Equipo                      | JJ | G  | P  | PCT   | PF    | PC   | DIFF  |
| -- | --------------------------- | -- | -- | -- | ----- | ----- | ---- | ----- |
| 1  | Astros de Jalisco           | 18 | 15 | 3  | 0.833 | 98.6  | 87.2 | 11.4  |
| 2  | Ángeles de Ciudad de México | 18 | 12 | 6  | 0.667 | 106.0 | 98.5 | 7.5   |
| 3  | Zonkeys de Tijuana          | 18 | 10 | 8  | 0.556 | 88.9  | 87.8 | 1.1   |
| 4  | Pioneros de Los Mochis      | 18 | 9  | 9  | 0.500 | 92.2  | 93.2 | -1.0  |
| 5  | Halcones de Ciudad Obregón  | 18 | 9  | 9  | 0.500 | 87.1  | 86.1 | 1.0   |
| 6  | Caballeros de Culiacán      | 18 | 9  | 9  | 0.500 | 87.2  | 87.7 | -0.6  |
| 7  | Venados de Mazatlán         | 18 | 8  | 10 | 0.444 | 85.6  | 86.9 | -1.4  |
| 8  | Ostioneros de Guaymas       | 18 | 7  | 11 | 0.389 | 91.2  | 92.1 | -0.9  |
| 9  | Rayos de Hermosillo         | 18 | 6  | 12 | 0.333 | 82.1  | 88.6 | -6.6  |
| 10 | Frayles de Guasave          | 18 | 5  | 13 | 0.278 | 84.1  | 94.6 | -10.6 |

|    | Equipo                      | JJ | JG | JP | PCT   | PF    | PC    | DIF   |
| -- | --------------------------- | -- | -- | -- | ----- | ----- | ----- | ----- |
| 1  | Halcones de Ciudad Obregón  | 18 | 15 | 3  | 0.833 | 95.1  | 86.2  | 8.8   |
| 2  | Ángeles de Ciudad de México | 18 | 14 | 4  | 0.778 | 111.7 | 104.5 | 7.2   |
| 3  | Astros de Jalisco           | 18 | 14 | 4  | 0.778 | 97.9  | 86.3  | 11.6  |
| 4  | Ostioneros de Guaymas       | 18 | 11 | 7  | 0.611 | 96.2  | 93.9  | 2.3   |
| 5  | Rayos de Hermosillo         | 18 | 10 | 8  | 0.556 | 86.6  | 84.5  | 2.1   |
| 6  | Caballeros de Culiacán      | 18 | 9  | 9  | 0.500 | 91.6  | 91.1  | 0.6   |
| 7  | Pioneros de Los Mochis      | 18 | 6  | 12 | 0.333 | 90.2  | 94.9  | -4.7  |
| 8  | Venados de Mazatlán         | 18 | 6  | 12 | 0.333 | 91.7  | 97.9  | -6.2  |
| 9  | Zonkeys de Tijuana          | 18 | 5  | 13 | 0.278 | 87.3  | 90.7  | -3.3  |
| 10 | Frayles de Guasave          | 18 | 0  | 18 | 0.000 | 85.0  | 103.4 | -18.4 |

- Actualizada al 18 de mayo de 2025.[3]

Clasificación General
|    | Equipo                      | V1  | V2  | PTOS |
| -- | --------------------------- | --- | --- | ---- |
| 1  | Ángeles de Ciudad de México | 9   | 9   | 18   |
| 2  | Astros de Jalisco           | 10  | 8   | 18   |
| 3  | Halcones de Ciudad Obregón  | 6   | 10  | 16   |
| 4  | Zonkeys de Tijuana          | 8   | 4   | 12   |
| 5  | Pioneros de Los Mochis      | 7   | 5   | 12   |
| 6  | Ostioneros de Guaymas       | 4.5 | 7   | 11.5 |
| 7  | Caballeros de Culiacán      | 5.5 | 5.5 | 11   |
| 8  | Rayos de Hermosillo         | 4   | 6   | 10   |
| 9  | Venados de Mazatlán         | 5   | 4.5 | 9.5  |
| 10 | Frayles de Guasave          | 3.5 | 3.5 | 7    |

| Clasificado a los playoffs |

- Fuente: Standing; actualización automática

### Playoffs
|  | Cuartos de final        | Cuartos de final        | Cuartos de final        |          |   | Semifinales      | Semifinales      | Semifinales      |  |   | Final                     | Final                     | Final                     |  |
|  | 23 de mayo - 3 de junio | 23 de mayo - 3 de junio | 23 de mayo - 3 de junio |          |   | 6 al 17 de junio | 6 al 17 de junio | 6 al 17 de junio |  |   | 20 de junio al 1 de julio | 20 de junio al 1 de julio | 20 de junio al 1 de julio |  |
|  |                         |                         |                         |          |   |                  |                  |                  |  |   |                           |                           |                           |  |
|  |                         |                         |                         |          |   |                  |                  |                  |  |   |                           |                           |                           |  |
|  | 1                       | Ángeles                 | 4                       |          |   |                  |                  |                  |  |   |                           |                           |                           |  |
|  | 1                       | Ángeles                 | 4                       |          |   |                  |                  |                  |  |   |                           |                           |                           |  |
|  | 8                       | Rayos                   | 1                       |          |   |                  |                  |                  |  |   |                           |                           |                           |  |
|  | 8                       | Rayos                   | 1                       |          | 1 | Ángeles          | 3                |                  |  |   |                           |                           |                           |  |
|  |                         |                         |                         |          | 1 | Ángeles          | 3                |                  |  |   |                           |                           |                           |  |
|  |                         |                         | 4                       | Zonkeys  | 4 |                  |                  |                  |  |   |                           |                           |                           |  |
|  | 4                       | Zonkeys                 | 4                       | Zonkeys  | 4 | 4                |                  |                  |  |   |                           |                           |                           |  |
|  | 4                       | Zonkeys                 |                         |          |   |                  |                  |                  |  |   |                           |                           |                           |  |
|  | 5                       | Pioneros                | 2                       |          |   |                  |                  |                  |  |   |                           |                           |                           |  |
|  | 5                       | Pioneros                | 2                       |          |   |                  |                  |                  |  | 4 | Zonkeys                   | 3                         |                           |  |
|  |                         |                         |                         |          |   |                  |                  |                  |  | 4 | Zonkeys                   | 3                         |                           |  |
|  |                         |                         | 2                       | Astros   | 4 |                  |                  |                  |  |   |                           |                           |                           |  |
|  | 2                       | Astros                  | 2                       | Astros   | 4 | 4                |                  |                  |  |   |                           |                           |                           |  |
|  | 2                       | Astros                  |                         |          |   |                  |                  |                  |  |   |                           |                           |                           |  |
|  | 7                       | Caballeros              | 0                       |          |   |                  |                  |                  |  |   |                           |                           |                           |  |
|  | 7                       | Caballeros              | 0                       |          | 2 | Astros           | 4                |                  |  |   |                           |                           |                           |  |
|  |                         |                         |                         |          | 2 | Astros           | 4                |                  |  |   |                           |                           |                           |  |
|  |                         |                         | 3                       | Halcones | 2 |                  |                  |                  |  |   |                           |                           |                           |  |
|  | 3                       | Halcones                | 3                       | Halcones | 2 | 4                |                  |                  |  |   |                           |                           |                           |  |
|  | 3                       | Halcones                |                         |          |   |                  |                  |                  |  |   |                           |                           |                           |  |
|  | 6                       | Ostioneros              | 0                       |          |   |                  |                  |                  |  |   |                           |                           |                           |  |
|  | 6                       | Ostioneros              | 0                       |          |   |                  |                  |                  |  |   |                           |                           |                           |  |
|  |                         |                         |                         |          |   |                  |                  |                  |  |   |                           |                           |                           |  |

#### Cuartos de final

##### (1)Ángeles de la Ciudad de Méxicovs. (8)Rayos de Hermosillo
| 23 de mayo, 20:15 hrs. | Ángeles de la Ciudad de México                                           | 119–89               | Rayos de Hermosillo                                                 | Ciudad de México                                                                        |  |
|                        | Parciales: 35-26, 25-26, 33-18, 26-19                                    |                      |                                                                     |                                                                                         |  |
|                        | Estadísticas Terrell Brown Jr. (34) Seth LeDay (16) Shykeim Phillips (6) | Reporte Pts Reb Asts | Estadísticas (18) Sherif Kenney (7) Khalil Iverson (7) Bryce Griggs | Pabellón: Gimnasio Olímpico Juan de la Barrera Árbitros: A. López H. Salinas J. Morales |  |

| 24 de mayo, 19:15 hrs. | Ángeles de la Ciudad de México                                         | 112–103              | Rayos de Hermosillo                                                 | Ciudad de México                                                                         |  |
|                        | Parciales: 26-29, 26-18, 30-28, 30-28                                  |                      |                                                                     |                                                                                          |  |
|                        | Estadísticas Jacob Calloway (35) Yahir Bonilla (13) Yahir Bonilla (10) | Reporte Pts Reb Asts | Estadísticas (22) Khalil Iverson (8) Bryce Griggs (10) Bryce Griggs | Pabellón: Gimnasio Olímpico Juan de la Barrera Árbitros: K. Domínguez J. Galindo J. Lara |  |

| 27 de mayo, 20:15 hrs. | Rayos de Hermosillo                                                        | 97–96                | Ángeles de la Ciudad de México                                               | Hermosillo, SON                                                |  |
|                        | Parciales: 21-21, 36-28, 19-30, 21-17                                      |                      |                                                                              |                                                                |  |
|                        | Estadísticas Sherif Kenney (21) K. Iverson, T. Clark (7) Timothy Clark (5) | Reporte Pts Reb Asts | Estadísticas (33) Terrell Brown Jr. (10) Yahir Bonilla (5) Terrell Brown Jr. | Pabellón: Arena Sonora Árbitros: R. Rodea O. Tirado J. Morales |  |

| 28 de mayo, 20:15 hrs. | Rayos de Hermosillo                                                          | 88–99                | Ángeles de la Ciudad de México                                              | Hermosillo, SON                                                 |  |
|                        | Parciales: 18-36, 20-24, 26-21, 24-18                                        |                      |                                                                             |                                                                 |  |
|                        | Estadísticas Timothy Clark (20) Khalil Iverson (9) K. Iverson, S. Kenney (4) | Reporte Pts Reb Asts | Estadísticas (16) Yahir Bonilla (13) Seth LeDay (6) W. Yoakum, T. Brown Jr. | Pabellón: Arena Sonora Árbitros: A. López A. Vázquez A. Sánchez |  |

| 30 de mayo, 20:15 hrs. | Rayos de Hermosillo                                                      | 105–120              | Ángeles de la Ciudad de México                                            | Hermosillo, SON                                                  |  |
|                        | Parciales: 29-34, 19-23, 34-38, 23-25                                    |                      |                                                                           |                                                                  |  |
|                        | Estadísticas Timothy Clark (35) Khalil Iverson (11) Rohndell Goodwin (7) | Reporte Pts Reb Asts | Estadísticas (20) Tres jugadores (10) Daytone Jennings (7) William Yoakum | Pabellón: Arena Sonora Árbitros: V. Torres C. Bautista O. Tirado |  |

##### (2)Astros de Jaliscovs. (7)Caballeros de Culiacán
| 23 de mayo, 20:00 hrs. | Astros de Jalisco                                                   | 93–75                | Caballeros de Culiacán                                                      | Guadalajara, JAL                                                     |  |
|                        | Parciales: 16-17, 25-18, 26-15, 26-25                               |                      |                                                                             |                                                                      |  |
|                        | Estadísticas Tre McCallum (17) Tres jugadores (5) Armani Chaney (9) | Reporte Pts Reb Asts | Estadísticas (15) Jarron Cumberland (7) Olisa Akonobi (4) Jarron Cumberland | Pabellón: Arena Astros Árbitros: K. Domínguez F. Valenzuela E. Adame |  |

| 24 de mayo, 19:00 hrs. | Astros de Jalisco                                                              | 110–90               | Caballeros de Culiacán                                                 | Guadalajara, JAL                                              |  |
|                        | Parciales: 26-29, 25-15, 27-19, 32-27                                          |                      |                                                                        |                                                               |  |
|                        | Estadísticas B. Jefferson, J. Martin (16) Makhi Mitchell (6) Armani Chaney (9) | Reporte Pts Reb Asts | Estadísticas (24) Devante Wallace (6) Devante Wallace (4) Lamar Peters | Pabellón: Arena Astros Árbitros: A. López J. Morales V. Ángel |  |

| 27 de mayo, 19:30 hrs. | Caballeros de Culiacán                                                      | 92–96                | Astros de Jalisco                                                   | Culiacán, Sinaloa                                                                    |  |
|                        | Parciales: 14-20, 20-22, 22-19, 19-14 (T.E.: 17-21)                         |                      |                                                                     |                                                                                      |  |
|                        | Estadísticas Jarron Cumberland (21) Jarron Cumberland (10) Lamar Peters (5) | Reporte Pts Reb Asts | Estadísticas (24) Mikh McKinney (8) Tres jugadores (6) Tre McCallum | Pabellón: Polideportivo Juan S Millán Árbitros: F. Valenzuela C. Bautista A. Vázquez |  |

| 28 de mayo, 19:30 hrs. | Caballeros de Culiacán                                                       | 84–89                | Astros de Jalisco                                                              | Culiacán, Sinaloa                                                               |  |
|                        | Parciales: 22-25, 23-20, 20-21, 19-23                                        |                      |                                                                                |                                                                                 |  |
|                        | Estadísticas Jarron Cumberland (19) Isaac Hamilton (7) Jarron Cumberland (8) | Reporte Pts Reb Asts | Estadísticas (20) Jaron Martin (7) Makhi Mitchell (3) T. McCallum, M. McKinney | Pabellón: Polideportivo Juan S Millán Árbitros: K. Miranda J. Morales R. García |  |

##### (3)Halcones de Ciudad Obregónvs. (6)Ostioneros de Guaymas
| 23 de mayo, 20:15 hrs. | Halcones de Ciudad Obregón                                             | 92–79                | Ostioneros de Guaymas                                            | Ciudad Obregón, SON                                             |  |
|                        | Parciales: 23-30, 19-18, 21-18, 29-13                                  |                      |                                                                  |                                                                 |  |
|                        | Estadísticas Joshua Perkins (22) Jalen Canty (11) Greg Whittington (6) | Reporte Pts Reb Asts | Estadísticas (19) Gage Davis (7) Issa Muhammad (5) Shaheed Davis | Pabellón: Arena ITSON Árbitros: O. Bermúdez R. Rodea K. Miranda |  |

| 24 de mayo, 20:15 hrs. | Halcones de Ciudad Obregón                                       | 87–77                | Ostioneros de Guaymas                                              | Ciudad Obregón, SON                                             |  |
|                        | Parciales: 29-16, 16-21, 22-24, 20-16                            |                      |                                                                    |                                                                 |  |
|                        | Estadísticas Jalen Adaway (25) Tomás Nuno (8) Joshua Perkins (6) | Reporte Pts Reb Asts | Estadísticas (24) Jimond Ivey (6) Cuatro jugadores (3) Jimond Ivey | Pabellón: Arena ITSON Árbitros: A. Sánchez V. Torres A. Vázquez |  |

| 27 de mayo, 20:15 hrs. | Ostioneros de Guaymas                                                  | 85–95                | Halcones de Ciudad Obregón                                            | Guaymas, SON                                                                       |  |
|                        | Parciales: 17-24, 18-23, 30-22, 20-26                                  |                      |                                                                       |                                                                                    |  |
|                        | Estadísticas Quade Green (28) Gage Davis-Mcmurrin (20) Quade Green (6) | Reporte Pts Reb Asts | Estadísticas (31) Jalen Adaway (13) Greg Whittington (6) Josh Perkins | Pabellón: Gimnasio Municipal de Guaymas Árbitros: K. Domínguez K. Miranda G. López |  |

| 28 de mayo, 20:15 hrs. | Ostioneros de Guaymas                                                         | 70–102               | Halcones de Ciudad Obregón                                                | Guaymas, SON                                                                     |  |
|                        | Parciales: 24-17, 19-33, 14-30, 13-22                                         |                      |                                                                           |                                                                                  |  |
|                        | Estadísticas Gage Davis-Mcmurrin (24) Gage Davis-Mcmurrin (8) Jimond Ivey (7) | Reporte Pts Reb Asts | Estadísticas (32) Jalen Adaway (7) T. Nuno, C. Zinaich (3) Tres jugadores | Pabellón: Gimnasio Municipal de Guaymas Árbitros: O. Bermúdez R. Rodea O. Tirado |  |

##### (4)Zonkeys de Tijuanavs. (5)Pioneros de Los Mochis
| 23 de mayo, 19:45 hrs. | Zonkeys de Tijuana                                                                | 84–91                | Pioneros de Los Mochis                                                      | Tijuana, BC                                                         |  |
|                        | Parciales: 23-21, 31-18, 15-22, 15-30                                             |                      |                                                                             |                                                                     |  |
|                        | Estadísticas Theodore Allen Jr. (22) A. Pruitt, J. Webster (6) Joshua Webster (6) | Reporte Pts Reb Asts | Estadísticas (39) Jared Frame (9) Andrew Harrison (4) A. Harrison, R. Smith | Pabellón: Auditorio Zonkeys Árbitros: A. Sánchez V. Torres I. Silva |  |

| 24 de mayo, 19:45 hrs. | Zonkeys de Tijuana                                                         | 86–82                | Pioneros de Los Mochis                                                     | Tijuana, BC                                                        |  |
|                        | Parciales: 24-19, 18-12, 21-22, 23-29                                      |                      |                                                                            |                                                                    |  |
|                        | Estadísticas T. Allen, J. Webster (20) Akia Pruitt (12) Joshua Webster (7) | Reporte Pts Reb Asts | Estadísticas (23) Jared Frame (7) T. Johnson, R. Smith (3) Isaiah Williams | Pabellón: Auditorio Zonkeys Árbitros: R. Rodea K. Miranda G. López |  |

| 27 de mayo, 20:15 hrs. | Pioneros de Los Mochis                                                    | 69–77                | Zonkeys de Tijuana                                                        | Los Mochis, SIN                                                                          |  |
|                        | Parciales: 23-19, 15-25, 14-13, 17-20                                     |                      |                                                                           |                                                                                          |  |
|                        | Estadísticas Andrew Harrison (22) Andrew Harrison (9) Andrew Harrison (4) | Reporte Pts Reb Asts | Estadísticas (18) Theodore Allen Jr. (12) Jaire Grayer (8) Joshua Webster | Pabellón: Centro de Usos Múltiples de Los Mochis Árbitros: A. López V. Torres A. Sánchez |  |

| 28 de mayo, 20:15 hrs. | Pioneros de Los Mochis                                         | 80–95                | Zonkeys de Tijuana                                                         | Los Mochis, SIN                                                                               |  |
|                        | Parciales: 26-19, 14-31, 22-20, 18-25                          |                      |                                                                            |                                                                                               |  |
|                        | Estadísticas Jared Frame (21) Myles Carter (9) Jared Frame (4) | Reporte Pts Reb Asts | Estadísticas (24) Theodore Allen Jr. (9) Alex Williams (10) Joshua Webster | Pabellón: Centro de Usos Múltiples de Los Mochis Árbitros: K. Domínguez V. Torres C. Bautista |  |

| 30 de mayo, 20:15 hrs. | Pioneros de Los Mochis                                                | 89–72                | Zonkeys de Tijuana                                                    | Los Mochis, SIN                                                                         |  |
|                        | Parciales: 29-16, 12-16, 21-17, 27-23                                 |                      |                                                                       |                                                                                         |  |
|                        | Estadísticas Jared Frame (24) Andrew Harrison (7) Andrew Harrison (6) | Reporte Pts Reb Asts | Estadísticas (15) Joshua Webster (7) Alex Williams (3) Tres jugadores | Pabellón: Centro de Usos Múltiples de Los Mochis Árbitros: O. Bermudez R.Rodea A. López |  |

| 2 de junio, 20:00 hrs. | Zonkeys de Tijuana                                                     | 104–76               | Pioneros de Los Mochis                                                | Tijuana, BC                                                              |  |
|                        | Parciales: 22-17, 27-18, 26-18, 29-23                                  |                      |                                                                       |                                                                          |  |
|                        | Estadísticas Joshua Webster (21) Jaire Grayer (10) Joshua Webster (15) | Reporte Pts Reb Asts | Estadísticas (20) Andrew Harrison (10) Jared Frame (3) Tres jugadores | Pabellón: Auditorio Zonkeys Árbitros: K. Domínguez K. Miranda A. Sánchez |  |

#### Semifinales

##### (1)Ángeles de la Ciudad de Méxicovs. (4)Zonkeys de Tijuana
| 6 de junio, 20:15 hrs. | Ángeles de la Ciudad de México                                         | 98–107               | Zonkeys de Tijuana                                                                         | Ciudad de México                                                                         |  |
|                        | Parciales: 29-27, 14-32, 27-33, 28-15                                  |                      |                                                                                            |                                                                                          |  |
|                        | Estadísticas Terrell Brown Jr. (25) Yair Bonilla (10) Yair Bonilla (9) | Reporte Pts Reb Asts | Estadísticas (42) Theodore Allen Jr. (9) T. Allen Jr., J. Grayer (4) F. Jaimes, J. Webster | Pabellón: Gimnasio Olímpico Juan de la Barrera Árbitros: K. Domínguez A. López V. Torres |  |

| 7 de junio, 19:15 hrs. | Ángeles de la Ciudad de México                                         | 78–97                | Zonkeys de Tijuana                                                         | Ciudad de México                                                                          |  |
|                        | Parciales: -, -, -, -                                                  |                      |                                                                            |                                                                                           |  |
|                        | Estadísticas Terrell Brown Jr. (29) Yair Bonilla (13) Yair Bonilla (4) | Reporte Pts Reb Asts | Estadísticas (23) Theodore Allen Jr. (10) Fabián Jaimes (8) Joshua Webster | Pabellón: Gimnasio Olímpico Juan de la Barrera Árbitros: O. Bermudez R. Rodea C. Bautista |  |

| 10 de junio, 20:00 hrs. | Zonkeys de Tijuana                                                      | 88–93                | Ángeles de la Ciudad de México                                                   | Tijuana, BC                                                                 |  |
|                         | Parciales: 28-21, 21-21, 21-30, 18-21                                   |                      |                                                                                  |                                                                             |  |
|                         | Estadísticas Theodore Allen Jr. (21) Akia Pruitt (9) Joshua Webster (9) | Reporte Pts Reb Asts | Estadísticas (18) W. Youakum, J. Calloway (10) Daytone Jennings (6) Yair Bonilla | Pabellón: Auditorio Zonkeys Árbitros: K. Domínguez F. Valenzuela A. Sánchez |  |

| 11 de junio, 20:00 hrs. | Zonkeys de Tijuana                                                         | 87–115               | Ángeles de la Ciudad de México                                        | Tijuana, BC                                                            |  |
|                         | Parciales: 23-20, 21-24, 20-30, 23-41                                      |                      |                                                                       |                                                                        |  |
|                         | Estadísticas Jaire Grayer (22) Jaire Grayer (15) J. Grayer, J. Webster (4) | Reporte Pts Reb Asts | Estadísticas (27) William Yoakum (9) Seth LeDay (6) Terrell Brown Jr. | Pabellón: Auditorio Zonkeys Árbitros: O. Bermúdez O. Tirado K. Miranda |  |

| 13 de junio, 20:00 hrs. | Zonkeys de Tijuana                                                  | 109–87               | Ángeles de la Ciudad de México                                                 | Tijuana, BC                                                            |  |
|                         | Parciales: 29-18, 20-28, 25-21, 35-20                               |                      |                                                                                |                                                                        |  |
|                         | Estadísticas Jaire Grayer (29) Jaire Grayer (12) Joshua Webster (7) | Reporte Pts Reb Asts | Estadísticas (27) Terrell Brown Jr. (9) W. Yoakum, S. LeDay (5) William Yoakum | Pabellón: Auditorio Zonkeys Árbitros: K. Domínguez R. Rodea J. Morales |  |

| 16 de junio, 20:15 hrs. | Ángeles de la Ciudad de México                                                 | 78–71                | Zonkeys de Tijuana                                                                 | Ciudad de México                                                                             |  |
|                         | Parciales: 19-10, 14-14, 24-26, 21-21                                          |                      |                                                                                    |                                                                                              |  |
|                         | Estadísticas T. Brown, Y. Bonilla (22) Daytone Jennings (7) William Yoakum (5) | Reporte Pts Reb Asts | Estadísticas (18) Theodore Allen Jr. (11) F. Jaimes, J. Webster (5) Joshua Webster | Pabellón: Gimnasio Olímpico Juan de la Barrera Árbitros: K. Miranda F. Valenzuela H. Salinas |  |

| 17 de junio, 20:15 hrs. | Ángeles de la Ciudad de México                                          | 82–97                | Zonkeys de Tijuana                                                    | Ciudad de México                                                                           |  |
|                         | Parciales: 31-24, 15-20, 15-28, 21-25                                   |                      |                                                                       |                                                                                            |  |
|                         | Estadísticas William Yoakum (22) Yael Bonilla (8) Terrell Brown Jr. (7) | Reporte Pts Reb Asts | Estadísticas (22) Joshua Webster (8) Alex Williams (4) Joshua Webster | Pabellón: Gimnasio Olímpico Juan de la Barrera Árbitros: K. Domínguez A. Sánchez O. Tirado |  |

##### (2)Astros de Jaliscovs. (3)Halcones de Ciudad Obregón
| 6 de junio, 20:15 hrs. | Astros de Jalisco                                                              | 83–73                | Halcones de Ciudad Obregón                                            | Guadalajara, JAL                                                 |  |
|                        | Parciales: 18-18, 22-18, 18-18, 25-19                                          |                      |                                                                       |                                                                  |  |
|                        | Estadísticas A. Chaney, K. Rodríguez (16) Makhi Mitchell (9) Armani Chaney (5) | Reporte Pts Reb Asts | Estadísticas (25) Jalen Adaway (10) Connor Zinaich (3) Joshua Perkins | Pabellón: Arena Astros Árbitros: O. Bermudez R. Rodea H. Salinas |  |

| 7 de junio, 19:15 hrs. | Astros de Jalisco                                                        | 84–86                | Halcones de Ciudad Obregón                                            | Guadalajara, JAL                                                  |  |
|                        | Parciales: 9-24, 22-16, 20-26, 33-20                                     |                      |                                                                       |                                                                   |  |
|                        | Estadísticas Makhi Mitchell (19) Makhi Mitchell (14) Karim Rodríguez (3) | Reporte Pts Reb Asts | Estadísticas (24) Connor Zinaich (14) Connor Zinaich (4) Jalen Adaway | Pabellón: Arena Astros Árbitros: K. Domínguez A. López A. Sánchez |  |

| 10 de junio, 20:15 hrs. | Halcones de Ciudad Obregón                                             | 92–91                | Astros de Jalisco                                                      | Ciudad Obregón, SON                                              |  |
|                         | Parciales: 23-19, 14-28, 24-15, 31-29                                  |                      |                                                                        |                                                                  |  |
|                         | Estadísticas Brandon Beavers (25) Connor Zinaich (13) Jalen Adaway (4) | Reporte Pts Reb Asts | Estadísticas (18) Makhi Mitchell (11) Makhi Mitchell (6) Armani Chaney | Pabellón: Arena ITSON Árbitros: O. Bermúdez O. Tirado K. Miranda |  |

| 11 de junio, 20:15 hrs. | Halcones de Ciudad Obregón                                                  | 76–93                | Astros de Jalisco                                                 | Ciudad Obregón, SON                                              |  |
|                         | Parciales: 12-29, 12-18, 19-24, 33-22                                       |                      |                                                                   |                                                                  |  |
|                         | Estadísticas Jalen Adaway (21) Connor Zinaich (9) J. Adaway, B. Beavers (3) | Reporte Pts Reb Asts | Estadísticas (24) Tre McCallum (8) Tre McCallum (6) Armani Chaney | Pabellón: Arena ITSON Árbitros: K. Domínguez R. Rodea A. Sánchez |  |

| 13 de junio, 20:15 hrs. | Halcones de Ciudad Obregón                                             | 70–73                | Astros de Jalisco                                                                  | Ciudad Obregón, SON                                                  |  |
|                         | Parciales: 18-18, 12-16, 17-24, 23-15                                  |                      |                                                                                    |                                                                      |  |
|                         | Estadísticas Connor Zinaich (17) Connor Zinaich (9) Connor Zinaich (5) | Reporte Pts Reb Asts | Estadísticas (21) Karim Rodríguez (9) Harvey Grant IV (3) M. McKinney, H. Grant IV | Pabellón: Arena ITSON Árbitros: O. Bermúdez F. Valenzuela A. Sánchez |  |

| 16 de junio, 20:15 hrs. | Astros de Jalisco                                                    | 87–78                | Halcones de Ciudad Obregón                                              | Guadalajara, JAL                                                |  |
|                         | Parciales: 22-13, 15-25, 25-25, 25-15                                |                      |                                                                         |                                                                 |  |
|                         | Estadísticas Tre McCallum (26) Karim Rodríguez (7) Armani Chaney (8) | Reporte Pts Reb Asts | Estadísticas (23) Joshua Perkins (14) Connor Zinaich (3) Joshua Perkins | Pabellón: Arena Astros Árbitros: R. Rodea C. Bautista V. Torres |  |

#### Final

##### (2)Astros de Jaliscovs. (4)Zonkeys de Tijuana
| 20 de junio, 20:00 hrs. | Astros de Jalisco                                                               | 75–70                | Zonkeys de Tijuana                                                          | Guadalajara, JAL                                                   |  |
|                         | Parciales: 21-18, 15-14, 15-22, 24-16                                           |                      |                                                                             |                                                                    |  |
|                         | Estadísticas Harvey Grant IV (26) Tre McCallum (13) A. Chaney, M. Andriassi (4) | Reporte Pts Reb Asts | Estadísticas (25) Joshua Webster (8) T. Allen, J. Grayer (4) Joshua Webster | Pabellón: Arena Astros Árbitros: O. Bermúdez C. Bautista V. Torres |  |

| 20 de junio, 19:00 hrs. | Astros de Jalisco                                                      | 93–88                | Zonkeys de Tijuana                                                  | Guadalajara, JAL                                                  |  |
|                         | Parciales: 26-23, 18-17, 27-18, 22-30                                  |                      |                                                                     |                                                                   |  |
|                         | Estadísticas Armani Chaney (19) Bryan Jefferson (7) Armani Chaney (10) | Reporte Pts Reb Asts | Estadísticas (22) Alex Williams (9) Jaire Grayer (7) Joshua Webster | Pabellón: Arena Astros Árbitros: K. Domínguez R. Rodea A. Sánchez |  |

| 24 de junio, 21:00 hrs. | Zonkeys de Tijuana                                                       | 91–72                | Astros de Jalisco                                                   | Tijuana, BC                                                            |  |
|                         | Parciales: 22-11, 14-26, 32-22, 23-16                                    |                      |                                                                     |                                                                        |  |
|                         | Estadísticas Theodore Allen Jr. (26) Akia Pruitt (11) Tres jugadores (5) | Reporte Pts Reb Asts | Estadísticas (16) Tre McCallum (7) Makhi Mitchell (5) Armani Chaney | Pabellón: Auditorio Zonkeys Árbitros: L. Escobedo V. Torres K. Miranda |  |

| 25 de junio, 21:00 hrs. | Zonkeys de Tijuana                                                                 | 85–78                | Astros de Jalisco                                                     | Tijuana, BC                                                          |  |
|                         | Parciales: 24-15, 17-18, 18-23, 26-22                                              |                      |                                                                       |                                                                      |  |
|                         | Estadísticas Theodore Allen Jr. (27) A. Williams, J. Grayer (7) Joshua Webster (5) | Reporte Pts Reb Asts | Estadísticas (24) Armani Chaney (11) Makhi Mitchell (4) Armani Chaney | Pabellón: Auditorio Zonkeys Árbitros: O. Bermúdez R. Rodea O. Tirado |  |

| 27 de junio, 21:00 hrs. | Zonkeys de Tijuana                                                  | 64–69                | Astros de Jalisco                                                     | Tijuana, BC                                                          |  |
|                         | Parciales: 16-20, 14-14, 13-16, 21-19                               |                      |                                                                       |                                                                      |  |
|                         | Estadísticas Jaire Grayer (17) Jaire Grayer (12) Joshua Webster (6) | Reporte Pts Reb Asts | Estadísticas (17) Karim Rodríguez (12) Tre McCallum (4) Armani Chaney | Pabellón: Auditorio Zonkeys Árbitros: L. Escobedo A. López V. Torres |  |

| 30 de junio, 20:00 hrs. | Astros de Jalisco                                                        | 60–70                | Zonkeys de Tijuana                                                        | Guadalajara, JAL                                                 |  |
|                         | Parciales: 13-19, 19-18, 22-17, 15-16                                    |                      |                                                                           |                                                                  |  |
|                         | Estadísticas Makhi Mitchell (22) Makhi Mitchell (10) Karim Rodríguez (8) | Reporte Pts Reb Asts | Estadísticas (32) Theodore Allen Jr. (15) Jaire Grayer (7) Joshua Webster | Pabellón: Arena Astros Árbitros: O. Bermudez R. Rodea H. Salinas |  |

| 1 de julio, 20:00 hrs. | Astros de Jalisco                                                                            | 90–77                | Zonkeys de Tijuana                                                  | Guadalajara, JAL                                                 |  |
|                        | Parciales: 19-19, 26-14, 21-25, 24-19                                                        |                      |                                                                     |                                                                  |  |
|                        | Estadísticas Jerai GrantHarvey Grant IV (20) Bryan Jefferson (7) A. Chaney, K. Rodríguez (6) | Reporte Pts Reb Asts | Estadísticas (22) Jaire Grayer (10) Jaire Grayer (5) Joshua Webster | Pabellón: Arena Astros Árbitros: R. Rodea L. Escobedo A. Sánchez |  |

### Líderes

#### Puntos
| Jugador               | Equipo                         | Promedio |
| --------------------- | ------------------------------ | -------- |
| Terrell Brown Jr.     | Ángeles de la Ciudad de México | 23.7     |
| Connor Zinaich        | Halcones de Ciudad Obregón     | 19.7     |
| William Thomas Yoakum | Ángeles de la Ciudad de México | 19.7     |
| Ke’Jhan Feagin        | Venados de Mazatlán            | 19.7     |
| Cameron Mitchell      | Zonkeys de Tijuana             | 18.6     |

#### Rebotes
| Jugador                  | Equipo                         | Promedio |
| ------------------------ | ------------------------------ | -------- |
| Connor Zinaich           | Halcones de Ciudad Obregón     | 9.4      |
| Yahir Gael Bonilla Silva | Ángeles de la Ciudad de México | 7.9      |
| Terrence Andre Thompson  | Venados de Mazatlán            | 7.5      |
| Daytone Martell Jennings | Ángeles de la Ciudad de México | 7.4      |
| Gregory Whittington      | Halcones de Ciudad Obregón     | 7.4      |

#### Asistencias
| Jugador                  | Equipo                     | Promedio |
| ------------------------ | -------------------------- | -------- |
| Corey Jerrod Sanders Jr. | Pioneros de Los Mochis     | 5.7      |
| Joshua De Vante Perkins  | Halcones de Ciudad Obregón | 5.7      |
| Joseph Rubén Soto Rivera | Frayles de Guasave         | 4.9      |
| Elijah Weaver            | Venados de Mazatlán        | 4.8      |
| Quade Raymon Green       | Ostioneros de Guaymas      | 4.7      |

 =  Cuenta con nacionalidad mexicana. 
- Fuente: Líderes;

Actualizado al 18 de mayo de 2024.

### Premios

#### Designaciones
| Designación        | Ganador                                   |
| ------------------ | ----------------------------------------- |
| Novato del Año     |                                           |
| Entrenador del Año |                                           |
| MVP                |                                           |
| MVP Final          | Harvey Jerai Grant IV (Astros de Jalisco) |

 =  Cuenta con nacionalidad mexicana. 